# Kati Hiekkapelto
Kati Hiekkapelto (Oulu, 1970. szeptember 8. –) finn krimiszerző.

## Élete
Pedagógiai diplomát szerzett a Jyväskyläi Egyetemen, és művészeti tanulmányokat folytatott a Liminkai Művészeti Iskolában. Gyermekkora óta imádott festeni, de a képzőművészetből végül csak hobbi lett. 1984-ben punknak állt, azóta is játszik egy punk zenekarban, és performanszművészként is fellép. Környezetvédő és emberjogi aktivista.
Első történeteit kétéves korában találta ki, s azokat magnóra vette. A harmincas éveiben kezdett el komolyan írni. 2015-ben megkapta a Finn Krimi Társaság éves díját a Védtelenül című könyvéért. Könyveit több nyelvre lefordították, így kettőt magyarra is. 2005-6-ban a Vajdaságból származó férjével Magyarkanizsán élt. Beszél magyarul is.
Regényeinek főszereplője Anna Fekete nyomozó, aki a délszláv háború elől menekült Finnországba. Hiekkapelto könyveinek fő témái közé tartozik a bevándorlás, a rasszizmus és a kívülállóság megélése.

## Művei
- Kolibri (2013)
- Védtelenül (2014)
- Sötét (2016)
- Parázs (2018)

## Magyarul
- Kolibri; ford. Bába Laura; Athenaeum, Bp., 2015 ISBN 9789632934693
- Védtelenül; ford. G. Bogár Edit; Athenaeum, Bp., 2016 ISBN 9789632935416

## Fordítás
- Ez a szócikk részben vagy egészben  a   Kati Hiekkapelto című finn Wikipédia-szócikk ezen változatának fordításán alapul.  Az eredeti cikk szerkesztőit annak laptörténete sorolja fel. Ez a jelzés csupán a megfogalmazás eredetét és a szerzői jogokat jelzi, nem szolgál a cikkben szereplő információk forrásmegjelöléseként.